# Hydraena magnetica
Hydraena magnetica är en skalbaggsart som beskrevs av Peter Zwick 1977. Hydraena magnetica ingår i släktet Hydraena och familjen vattenbrynsbaggar. Inga underarter finns listade i Catalogue of Life.